# Maison de Pavle Stanić à Šabac
La maison de Pavle Stanić à Šabac (en serbe cyrillique : Кућа Павла Станића ; en serbe latin : Kuća Pavla Stanića) se trouve à Šabac, dans le district de Mačva, en Serbie. Elle est inscrite sur la liste des monuments culturels protégés de la République de Serbie (identifiant no SK 733),.

## Présentation
La maison, située 21 rue Gospodar Jevremova, a été construite en 1910 pour Pavle Stanić, un artisan qui travaillait le cuir et fabriquait des selles ; il a travaillé dans les lieux jusqu'à la Première Guerre mondiale et y avait aussi son magasin. Le tailleur Joviša Stanišić a acheté la maison en 1927 et y a maintenu son atelier pendant près d'un demi-siècle.
La maison est un des plus exemples les plus réussis de style Sécession à Šabac.
La rue Gospodar Jevremovo (Gospodara Jevrema), où se trouve la maison, est inscrite sur la liste des entités spatiales historico-culturelles protégées de la République de Serbie (identifiant no PKIC 67),,,,.